# Haibun
Haibun (jap. 俳文, doslovce haikaijski zapisi) prozimetrumski je oblik književnosti koji je podrijetlom iz Japana. Kombinira prozu i haiku. Domet haibuna je širok i često uključuje autobiografiju, dnevnik, esej, proznu poemu, kratku priču i putopis.

## Povijest
Pojam "haibun" prvi je uporabio japanski pjesnik iz 17. stoljeća Matsuo Bashō u pismu svom učeniku Kyoraiju 1690. godine Bashō je bio prominentni stariji pisac haibuna, tada novog žanra, koji je kombinirao klasične prototipe, kineske prozne žanrove i vernakularnu subjektnu građu i jezik. Pisao je neke od haibunova kao putopise tijekom putovanja, a najpoznatiji od njih je Oku no Hosomichi (Uska cesta u unutrašnjost ili Uska cesta na daleki Sjever). Bashōov kraći haibun sadrži složena djela posvećena putovanju i ostalom, fokusirajući se na skiciranje likova, krajobraza, anegdotalnih vinjeta i povremenih pisanja u čast nekog patrona ili događaja. Njegovo djelo Genjuan no ki ' (Kućica fantomske nastambe) može se svrstati pod esej, dok Saga Nikki (Dnevnik saga) je djelo u kojem je dokumentirao njegove svakodnevne aktivnosti s učenicima prigodom ljetnog odmora.
Tradicijski haibun poprimio je oblik kratkog opisa mjesta, osobe ili objekta ili dnevnika putovanja ili drugog niza događaja u pjesnikovom životu. Haibun su nastavili pisati kasniji pjesnici haikaija, poput Busona Yose, Isse Kobayashija i Shikija Masaoke

## Vanjske poveznice
- Genjuan no ki (eng.)